# Holandès
|  | Aquest article tracta sobre el dialecte del neerlandès. Si cerqueu els habitants dels Països Baixos, vegeu «neerlandesos». |

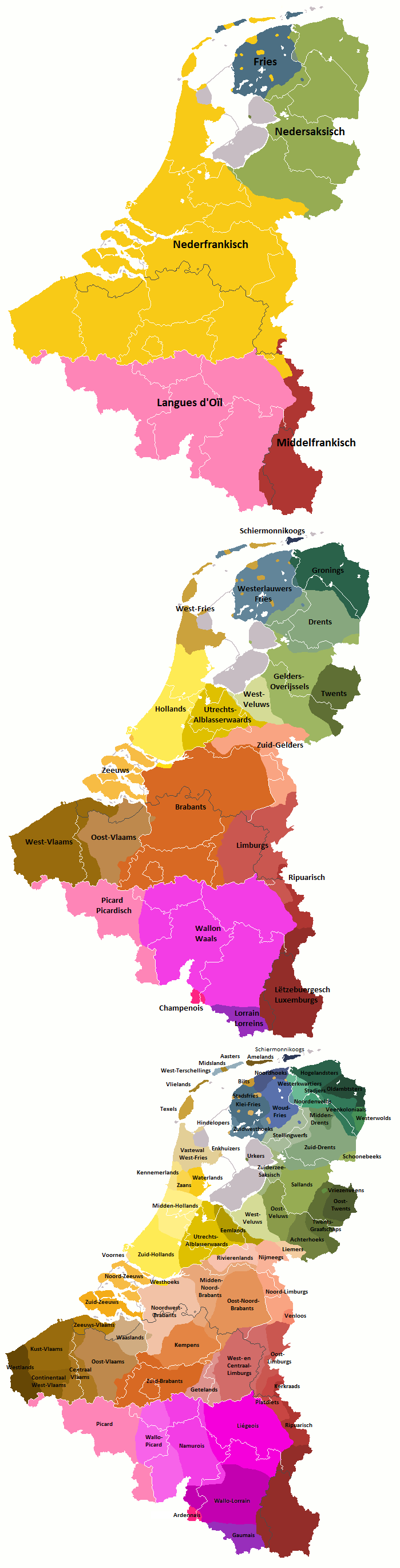
Primer mapa: Les llengües del Benelux. Segon mapa: Els dialectes (l'holandès en groc).Tercer mapa: Els subdialectes (l'holandès propi en groc clar).

L'holandès o holandés (neerlandès: Hollands ˈɦɔ.lɑnts) és, juntament amb el brabançó, el dialecte més utilitzat de la llengua neerlandesa. Altres varietats lingüístiques derivades del baix fràncic que es parlen a la mateixa zona són el zelandès, el flamenc oriental, el flamenc occidental i el limburguès. Tanmateix en català, per extensió, se sol anomenar també incorrectament holandès el conjunt del neerlandès.
L'holandès presenta una sèrie de subdialectes: entre ells, l'amsterdamès, el bildts, el midslandès, el frisó urbà, l'amelandès, el kennemerlandès, l'holandès meridional, l'utrechts-alblasserwardès, el westhoeks, el westlandès, el frisó occidental, el waterlandès, el volendamès, el zaans i el huizers.

## Origen i formació
Originalment al comtat d'Holanda es parlava l'antic frisó. La colonització lingüística del baix fràncic només es va produir els segles xii i xiii, quan els colons flamencs (parlants de fràncic) jugaren un paper important en el drenatge dels pantans entre la costa d'Holanda i Utrecht. Aquests colons es barrejaren amb els habitants originaris de la regió i començaren a forjar un dialecte pròpiament holandès que en part derivava del baix fràncic i en part del frisó. Al segle xvi, la llengua neerlandesa es va estandarditzar, i el brabançó d'Anvers en fou el dialecte més influent. En aquest moment, el llenguatge escrit del comtat d'Holanda, aleshores la regió més urbanitzada d'Europa, va tendir a imitar aquest estàndard brabançó. Durant la Guerra dels Vuitanta Anys, després del saqueig conegut com la Fúria espanyola del 1576 i especialment després de 1585, amb el Setge d'Anvers i els èxits militars del duc de Parma en la dècada de 1580, entre 100.000 i 200.000 brabantins i flamencs calvinistes i altres refugiats i immigrants s'establiren a les ciutats de la República de les Províncies Unides, cosa que creà una barreja entre els habitants autòctons i els immigrants vingut del sud. Aquest nou mestitzatge lingüístic potser va canviar els dialectes primigenis de l'holandès, i diluir encara més la influència del frisó.

## Distància del neerlandès estàndard
Com a resultat de tot això, els dialectes urbans d'Holanda (és a dir, la zona de l'antic comtat) és avui dia més a prop de l'holandès estàndard que qualsevol dialecte holandès parlat en un altre lloc. Tradicionalment, el dialecte considerat més proper a l'holandès estàndard és el de la ciutat de Haarlem. L'escissió política després de la independència d'Espanya de les províncies del nord, més o menys els actuals Països Baixos, ha influït en la llengua. L'estandardització tan al sud com al nord,va començar al segle xvi sota pressió dels impressors d'Anvers, per a poder eixamplar el mercat. El neerlandès estandarditzat va decaure al sud després de la caiguda d'Anvers el 1585, quan el elits econòmics i culturals van fugir de la repressió espanyola cap al nord independent, i deixar Flandes apobrit.. l'ocàs va continuar al segle xix la llengua parlada hi ha quedat més a prop dels dialectes, en part pel fet que no no s'ensenyava gaire i no tenia caràcter oficial (excepte de 1815 a 1830), ja que el llenguatge únic de l'administració i de l'ensenyament fou el francès.

## Rastres d'altres llengües
A la Província de Frísia hi ha zones i ciutats on es parla holandès, però amb una forta influència del frisó. Al nord de la província d'Holanda del Nord (especialment a la regió de Frísia Occidental), Scheveningen, Katwijk i altres llocs de la costa, el substrat frisó del dialecte holandès continua sent un component important del dialecte frisó occidental.
A la regió de Zaanstreek (centre de la província d'Holanda del Nord), que és una regió antiga i tradicional, encara s'hi parla el zaans un dialecte neerlandès, amb un fort substrat de frisó, influenciat pel holandès. Algunes paraules són similars degut a la poca influència de la migració dels grangers frisons occidentals entre els segles xiii i xv. El subdialecte zaans pot ser vist juntament amb el frisó occidental, com un dels pocs i més antics dialectes originals, anteriors i menys influenciats pel superstrat fràncic. També es continua parlant avui en dia, com també l'antic dialecte waterlands (‘waterlandès') com ara a ciutat de Volendam. Tant el zaans com el waterlands són dialectes que quan se'ls parla amb fluïdesa, no són comprensibles per a algú que no és d'aquesta regió. No obstant això, les persones que parlen zaans, frisó occidental i waterlands són capaços d'entendre's entre ells millor que els forasters. Això es deu al fet que els tres dialectes fan servir paraules i frases que són similars entre si.
A l'illa de Goeree-Overflakkee (província d'Holanda del Sud) es parla una variant del zeelandès, un dialecte meridional, més parent amb el flamenc occidental. A l'est i al sud, els dialectes holandesos es diversifiquen en més formes brabantines, com el zuid-gelders. L'utrechts-alblasserwaardès, parlat a l'àrea immediatament a l'est dels districtes costaners, pot considerar-se indistintament un subdialecte de l'holandès o bé un dialecte a part.